# Секей, Михай
Ми́хай Се́кей (венг. Székely Mihály; 8 мая 1901, Ясбринг, Австро-Венгрия, ныне Ясберень, Венгрия — 22 марта 1963, Будапешт, Венгрия) — венгерский певец (бас).

## Биография
С 1923 года солист оперного театра в Будапеште. Во время антиеврейского террора режима Салаши в Венгрии в период Второй мировой войны скрывался у знакомых.
Выступал на многих мировых оперных площадках: «Метрополитен-опера» (1946—1950), на фестивале в Глайндборне. Считается выдающимся венгерским оперным певцом. Много пел в операх Р. Вагнера В. А. Моцарта. Часто гастролировал по странам Европы и США; в СССР — в 1951 году.

## Партии

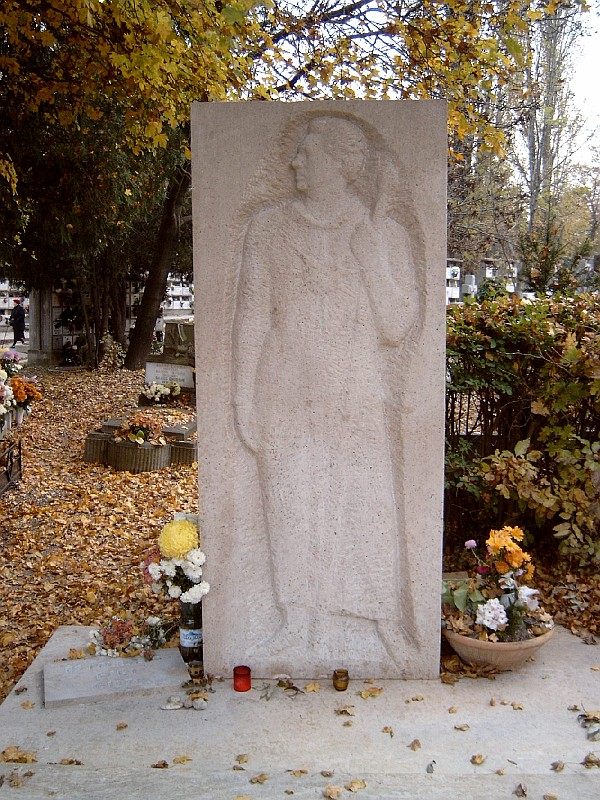
Могила Михая Секея на кладбище Фаркашрети в Будапеште

- «Волшебная флейта» Моцарта — Зарастро[2]
- «Замок герцога Синяя Борода» Белы Бартока — Синяя борода
- «Фауст» Гуно — Мефистофель
- «Дон Карлос» Верди — король Филипп[3]
- «Хованщина» Мусоргского — Досифей
- «Борис Годунов» Мусоргского — Борис Годунов
- «Князь Игорь» Бородина — Кончак

## Награды
- 1949 — лауреат премии Кошута
- 1950 — Народный артист ВНР
- 1955 — лауреат премии Кошута
- 1961 — лауреат премии Кошута